# Varvara von Engelhardt
Varvara von Engelhardt född 1757, död 1815, var en rysk adelsdam som blev hovdam till Katarina den stora samt var systerdotter och älskarinna till Grigorij Potemkin. Hon och hennes systrar beskrevs som det ryska hovets juveler och intog en informell ställning som hedersmedlemmar av kejsarhuset. De kallades allmänt för "Nästan storfurstinnor".  

## Biografi
Varvara von Engelhardt var dotter till Wassily von Engelhardt och Marfa Yelena Potemkina och därmed systerdotter till Grigorij Potemkin. År 1775, efter att deras morbror blivit favorit och älskare till Katarina den stora, blev hon och hennes fem systrar, samt deras enda bror presenterade vid hovet. De var då outbildade, men lärde sig snart hur man uppträdde och fick en favoriserad ställning vid hovet. Potemkin gav dem stora hemgifter och Katarina utnämnde dem till hovdamer. De hade sexuella förbindelser med Potemkin, vilket var väl känt och omtalades som en skandal under samtiden. Varvara blev hovdam år 1777 och hade fram till 1779 ett förhållande med Potemkin. Det är känt att Potemkins mor Darja Potemkina protesterade mot relationen. Förhållandet avslutades vid hennes giftermål med furst Sergej Golitsyn. Varvara hade blivit förälskad i Golitsyn och förhållandet till Potemkin hade troligen avslutats på hennes initiativ. Hennes förstfödde var möjligen Potemkins barn. Efter att förhållandet avslutats inledde Potemkin ett förhållande med hennes syster Aleksandra von Engelhardt. Varvara beskrivs som en charmerande och temperamentsfull blondin. Hon dog 1815.